# Солнечное затмение 15 февраля 1961 года
Солнечное затмение 15 февраля 1961 года — полное солнечное затмение 120 сароса.
Максимальная фаза затмения составила 1,0360 и достигла своего максимума в 08:19:48 UTC. Максимальная длительность полной фазы — 2 минуты и 45 секунд, а лунная тень на земной поверхности достигла ширины 258 км. Следующее затмение данного сароса произошло 26 февраля 1979 года.
Данное затмение стало первым солнечным затмением в 1961 году и 140 затмением XX века. Предыдущее солнечное затмение произошло 20 сентября 1960 года, а следующее — 15 февраля 1961 года.